# Agelena
Agelena – rodzaj pająków z rodziny lejkowcowatych (Agelenidae). Pająki z rodzaju Agelena tkają sieci w kształcie komina, w które łapią swoje ofiary. Gatunki tego rodzaju występują na całym świecie, głównie w Azji i Afryce.

## Gatunki
Cztery gatunki zostały przypisane nowemu rodzajowi Allagelena (m.in. Agelena opulenta)
- Agelena agelenoides (Walckenaer, 1842) (zachodnie brzegi Morza Śródziemnego)
- Agelena annulipedella Strand, 1913 (centralna Afryka)
- Agelena atlantea Fage, 1938 (Maroko)
- Agelena australis Simon, 1896 (południowa Afryka)
- Agelena babai Tanikawa, 2005 (Japonia)
- Agelena barunae Tikader, 1970 (Indie)
- Agelena bifida Wang, 1997 (Chiny)
- Agelena borbonica Vinson, 1863 (Francja)
- Agelena canariensis Lucas, 1838 (Wyspy Kanaryjskie, Maroko, Algeria)
- Agelena chayu Zhang, Zhu & Song, 2005 (Chiny)
- Agelena choi Paik, 1965 (Korea)
- Agelena consociata Denis, 1965 (Gabon)
- Agelena cuspidata Zhang, Zhu & Song, 2005 (Chiny)
- Agelena cymbiforma Wang, 1991 (Chiny)
- Agelena donggukensis Kim, 1996 (Korea, Japonia)
- Agelena doris Hogg, 1922 (Wietnam)
- Agelena dubiosa Strand, 1908 (Etiopia, Rwanda)
- Agelena fagei Caporiacco, 1949 (Kenia)
- Agelena funerea Simon, 1909 (wschodnia Afryka)
- Agelena gaerdesi Roewer, 1955 (Namibia)
- Agelena gautami Tikader, 1962 (Indie)
- Agelena gomerensis Wunderlich, 1992 (Wyspy Kanaryjskie)
- Agelena gonzalezi Schmidt, 1980 (Wyspy Kanaryjskie)
- Agelena hirsutissima Caporiacco, 1940 (Etiopia)
- Agelena howelli Benoit, 1978 (Tanzania)
- Agelena incertissima Caporiacco, 1939 (Etiopia)
- Agelena inda Simon, 1897 (Indie)
- Agelena injuria Fox, 1936 (Chiny)
- Agelena jaundea Roewer, 1955 (Kamerun)
- Agelena jirisanensis Paik, 1965 (Korea)
- Agelena jumbo Strand, 1913 (centralna Afryka)
- Agelena jumbo kiwuensis Strand, 1913 (wschodnia Afryka)
- Agelena keniana Roewer, 1955 (Kenia)
- Agelena kiboschensis Lessert, 1915 (centralna i wschodnia Afryka)
- Agelena koreana Paik, 1965 (Korea)
- Agelena labyrinthica (Clerck, 1757) (Palearktyka)
- Agelena lawrencei Roewer, 1955 (Zimbabwe)
- Agelena limbata Thorell, 1897 (Chiny, Korea, Japonia)
- Agelena lingua Strand, 1913 (centralna Afryka)
- Agelena littoricola Strand, 1913 (centralna Afryka)
- Agelena longimamillata Roewer, 1955 (Mozambik)
- Agelena longipes Carpenter, 1900 (Anglia)
- Agelena lukla Nishikawa, 1980 (Nepal)
- Agelena maracandensis (Charitonov, 1946) (centralna Azja)
- Agelena mengeella Strand, 1942 (Niemcy)
- Agelena mengei Lebert, 1877 (Szwajcaria)
- Agelena micropunctulata Wang, 1992 (Chiny)
- Agelena moschiensis Roewer, 1955 (Tanzania)
- Agelena mossambica Roewer, 1955 (Mozambik)
- Agelena nairobii Caporiacco, 1949 (centralna i wschodnia Afryka)
- Agelena nigra Caporiacco, 1940 (Etiopia)
- Agelena nyassana Roewer, 1955 (Malawi)
- Agelena oaklandensis Barman, 1979 (Indie)
- Agelena orientalis C. L. Koch, 1837 (Włochy, centralna Azja i Indie)
- Agelena otiforma Wang, 1991 (Chiny)
- Agelena poliosata Wang, 1991 (Chiny)
- Agelena republicana Darchen, 1967 (Gabon)
- Agelena sangzhiensis Wang, 1991 (Chiny)
- Agelena satmila Tikader, 1970 (Indie)
- Agelena scopulata Wang, 1991 (Chiny)
- Agelena secsuensis Lendl, 1898 (Chiny)
- Agelena sherpa Nishikawa, 1980 (Nepal)
- Agelena shillongensis Tikader, 1969 (Indie)
- Agelena silvatica Oliger, 1983 (Rosja, Chiny, Japonia)
- Agelena suboculata Simon, 1910 (Namibia)
- Agelena tadzhika Andreeva, 1976 (Rosja, centralna Azja)
- Agelena tenerifensis Wunderlich, 1992 (Wyspy Kanaryjskie)
- Agelena tenuella Roewer, 1955 (Kamerun)
- Agelena tenuis Hogg, 1922 (Wietnam)
- Agelena teteana Roewer, 1955 (Mozambik)
- Agelena tungchis Lee, 1998 (Tajwan)
- Agelena zorica Strand, 1913 (centralna i wschodnia Afryka)
- Agelena zuluana Roewer, 1955 (południowa Afryka)